# David Stewart, 1. Duke of Rothesay
David Stewart (* 24. Oktober 1378; † 26. März 1402 im Falkland Palace, Fife) war ab 1390 schottischer Thronerbe und ab 1398 Duke of Rothesay. Außerdem war er Inhaber der Titel Earl of Atholl (1398–1402) und Earl of Carrick (1390–1402).
David Stewart war der Sohn des schottischen Königs Robert III. und seiner Frau Annabella Drummond. Aufgrund der Erkrankung seines Vaters wurde er im Jahr 1399, als Streitigkeiten mit dem benachbarten England bestanden, zum Guardian of Scotland erklärt. Sein Hauptgegner in der Heimat, sein Onkel Robert Stewart, 1. Duke of Albany, hatte bis zu diesem Zeitpunkt für den Schutz des Königreiches gesorgt. Er nahm David gefangen und kerkerte ihn ein. David Stewart starb im Jahr 1402 unter ungeklärten Umständen, vermutlich auf Veranlassung Albanys selbst. Der Legende nach hungerte er sich zu Tode.
David war mit Marjorie Douglas, einer Tochter von Archibald Douglas, 3. Earl of Douglas verheiratet, die Ehe blieb aber kinderlos, weshalb seine Adelstitel bei seinem Tod erloschen. Im Jahr 1406 bestieg Davids jüngerer Bruder als James I. als Nachfolger ihres gemeinsamen Vaters Robert III. den schottischen Thron. Seine Witwe heiratete 1403 Sir Walter Haliburton.

## Weblink
- David Stewart, 1st and last Duke of Rothesay auf thepeerage.com